# Plagodis porphyrea
Plagodis porphyrea là một loài bướm đêm trong họ Geometridae.